# بخش الومینه
بخش الومینه (به اسپانیایی: Aluminé Department) یک سکونتگاه مسکونی در آرژانتین است که در ایالت نئوکن واقع شده‌است.

## خصوصیات
بخش الومینه ۵٬۲۰۰ کیلومترمربع مساحت و ۳۵٬۸۰۶ نفر جمعیت دارد.